# Umberto Marino
Pour les articles homonymes, voir Marino.
Umberto Marino, né le 27 novembre 1952 à Rome (Latium), est un réalisateur, scénariste et dramaturge italien.

## Biographie
Marino est diplômé en droit et étudie à l'Académie nationale d'art dramatique Silvio-D'Amico ; au théâtre, il est acteur et assistant metteur en scène pour Giuseppe Patroni Griffi et plus tard pour Ennio Coltorti et Gianfranco De Bosio, entre autres. Quelques pièces pour la scène ont vu le jour ; certaines ne repose que sur des monologues. Parmi les plus connues, on trouve des titres comme En attendant Godot, Accademia et Italia-Germania 4-3. En 1987, il a également commencé à travailler pour le cinéma, en créant des scénarios à partir de ses propres modèles et d'œuvres originales ; une dizaine de films ont été réalisés, tous remarqués, dont plusieurs films d'animation d'Enzo D'Alò. En 1993, Marino a fait ses débuts de réalisateur avec Cominciò tutto per caso (it) ; ont suivi des œuvres documentaires, des courts métrages et des œuvres pour la télévision. Parmi ses autres activités figurent une série radiophonique et de nombreux articles sur le cinéma dans des revues et autres publications.

## Filmographie

### Réalisateur de cinéma
- 1993 : Cominciò tutto per caso (it)
- 1995 : L'Otage (Cuore cattivo)
- 1997 : Finalmente soli (it)
- 2005 : La fiamma sul ghiaccio (it)

## Théâtre
- Non aspettando Godot (1978)
- La ricerca del carciofo perduto (1979)
- La gita (1983)
- Il corridoio (1983)
- Punizione di prima (1983) (monologue)
- Colesterolo (1983) (monologue)
- Innocenza (1983) (monologue)
- Caffè e sigaretta (1983) (monologue)
- La stazione (1985)
- Il carcere  (1985)
- Sputo (1985) (monologue)
- Perché avrei dovuto sposare Angela Marvulli (1985
- No, non andare a Modena per comprare un vecchio sassofono (1986)
- Italia-Germania 4 a 3 (1986)
- L'ultima sigaretta (1986)
- Sharps (1987)
- La pipì (1987) (monologue)
- Non mi chiamo Ramon e non ho mai organizzato un golpe alle Maracas (1987)
- Ce n'est qu'un debut (1988)
- Il cielo (1988)
- Dove nasce la notizia (1989)
- 31 dicembre 1999 (1989)
- Volevamo essere gli U2 (1990)
- L'angelo non verrà (1995)
- Bambine troppo intelligenti senza nessuna direzione (1995)
- La casa dei gerani (1997)
- Passo falso (2011) (monologue)
- Kirk e Menisco (2012)
- Flash (2013)
- Roger (2015) (monologue)
- Il vento tra i capelli (2017)
- Forse era meglio Vasco (2018)
- Molto prima di domani (2019)
- Personalmente preferisco i runner (2020) (monologue)
- Stanno arrivando (2023) monologo
- Il latte dell'umana tenerezza (2023)